# 산비탈레 성당

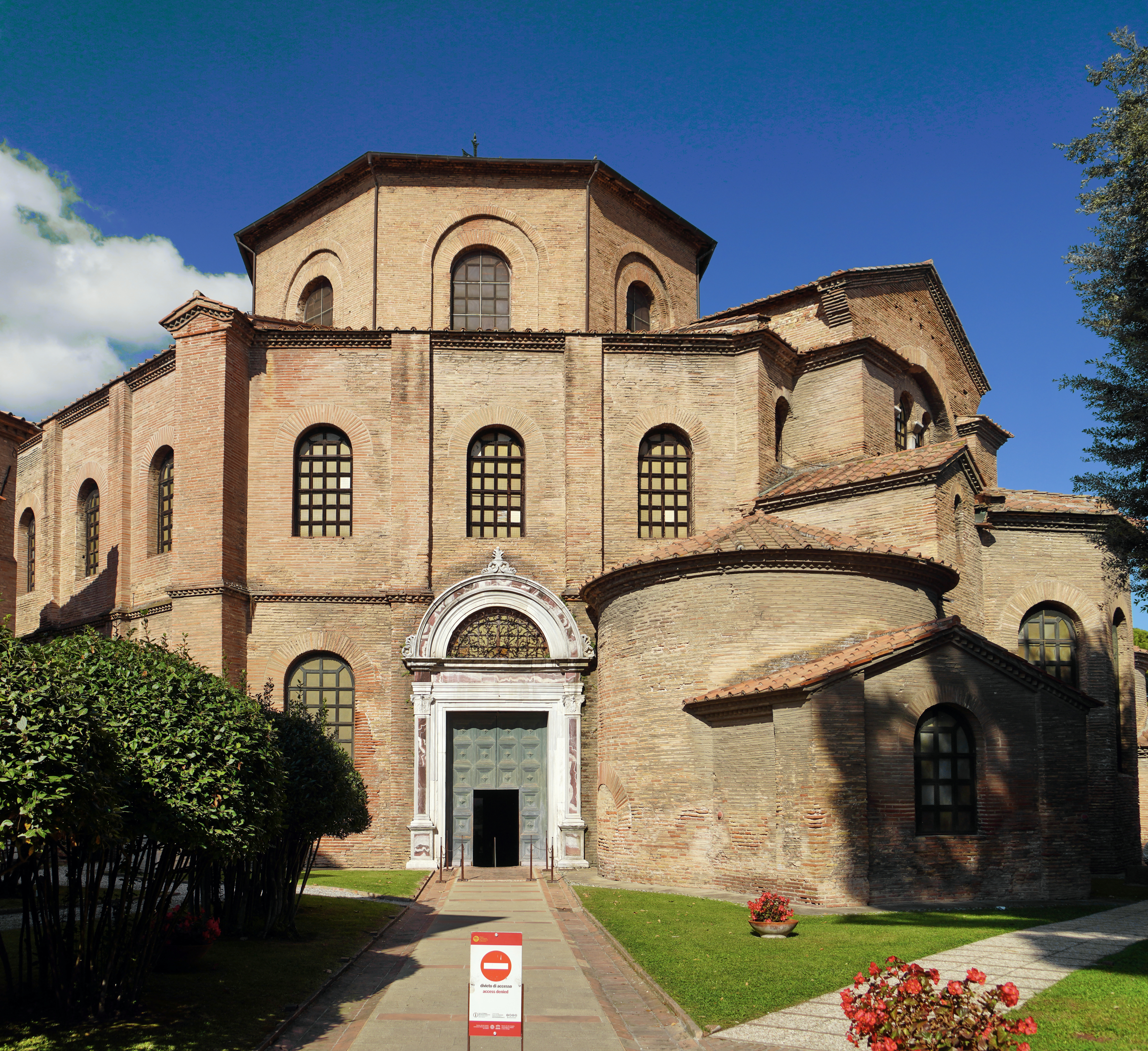
산비탈레 성당

산비탈레 성당(이탈리아어: Basilica di San Vitale)은 로마 가톨릭교회의 중앙집중식 성당으로 이탈리아의 라벤나에서 가장 유명한 건물이면서 서유럽의 비잔티움 미술과 건축의 중요한 사례로 손꼽힌다. 이 건축물은 유네스코 세계유산에 등재된 여덟 개의 라벤나 건물들 가운데 하나이다.

## 역사
성당의 건설은 라벤나가 동고트 왕국의 지배 아래 있었던 527년에 에클레시우스 주교가 시작하여, 동로마의 라벤나 총독부 시대인 547년 라벤나의 제27대 교구장 막시밀리아누스 때에 완공되었다.
성당은 팔각형의 평면을 띠고 있다. 건물은 로마 건축의 요소(돔, 출입구, 계단 탑)와 비잔티움의 요소(다각형 후진, 주두, 폭이 좁은 벽돌 등)가 결합해 있다. 이 성당은 콘스탄티노폴리스 밖에서 그려진 가장 크고 잘 유지된 비잔티움 모자이크가 풍부하다는 점에서 더욱 유명하다. 유스티니아누스 1세 시대의 양식을 온전히 보전하고 있는 유일한 성당으로 비잔티움 예술에서 무척 중요한 위치에 있다. 또한, 오늘날에는 자취를 감춘 당시 동로마 제국 궁정의 접견실이 어떠한 형태를 띠고 있었는지 보여 준다.
전설에 따르면 이 성당은 성 비탈리스가 순교한 장소 위에 세워진 것이라고 한다. 그러나 이 성인이 밀라노의 비탈리스인지 아니면 성 암브로시오가 393년에 볼로냐에서 성 아그리콜라의 시신과 함께 발굴한 다른 성 비탈리스인지는 아직 밝혀지지 않았다.
이 성당을 건설하는 데에는 그리스인 은행가인 율리아누스 아르겐타리우스의 지원이 있었는데, 그는 같은 시기에 산타폴리나레 인 클라세 성당을 건설할 때에도 자금을 지원했다는 것 외에는 잘 알려지지 않은 인물이다. 마지막으로 성당을 건설하는 데는 26,000 솔리디(당시에 통용되던 금화)가 소요되었다. 진정한 건설 후원자는 성당 건설 계획을 선전의 수단으로서 새로 정복한 영토들을 제국에 신속히 편입시키는 한 방법으로 생각했던 동로마 황제였다.

## 내부

### 모자이크
중앙 부분은 하나로 겹쳐진 지붕이 있는 회랑 두 개에 둘러싸여 있다. 위쪽의 것은 마트리모네움(matrimoneum}이라는 곳으로 유부녀를 위한 공간이었다. 아치형 채광창 위의 트리포리움에는 아브라함과 멜키체덱의 이야기, 이사악의 희생 등 구약성경 속의 희생 이야기들을 묘사한 모자이크 그림들이 있다. 아치형 채광창 위에는 모세와 불타는 떨기나무, 예레미야와 이사야, 이스라엘 열두 지파의 우두머리들, 카인과 아벨의 이야기, 십자가와 거대한 메달을 손에 든 한 쌍의 천사들 등의 그림들로 장식되어 있다. 창틀이 있는 창 옆에 있는 구석의 벽 쪽에는, 네 명의 흰 옷을 입은 복음사가들의 모자이크가 그들의 상징(천사, 사자, 황소, 독수리) 아래에 있다. 특히 사자는 야생적인 사나움이 두드러지게 묘사되어 있다.
사제석의 교차한 십자형 둥근 천장에는 잎과 과일, 꽃 등의 모자이크 무늬로 장식하였는데, 하느님의 어린 양으로 묘사된 예수를 둘러싼 꼭대기에서 정점을 이루고 있다. 꼭대기에는 네 명의 천사가 호위하고 있으며, 각각의 면에는 꽃, 별, 새, 짐승과 공작 등으로 풍부하게 뒤덮여 있다. 아치 위의 양쪽 면에는 두 명의 천사가 원반을 들고 있고 그 뒤로는 예루살렘과 베들레헴이 그려져 있다. 이 도시들은 인류를 상징한다. (예루살렘은 유대인이고 베들레헴은 기독교도임)
모든 모자이크 그림은 헬레니즘-로마의 전통에 따라 제작되었다. 그 덕분에 그림에 생동감이 있고 표현력이 풍부하며, 다채로운 색채와 확실한 원근, 풍경과 식물, 새의 생생한 묘사가 엿보인다. 라벤나가 아직 고트족의 지배에 있을 때에 모자이크들이 완성되었다.
후진(後陣)의 측면에는 일반적인 비잔티움 건축에서 보이는 두 개의 경당이 있었다. 제대를 보관하는 프로테시스(prothesis)와 성찬용 그릇, 전례복, 성서 등을 보관하는 디아코니콘(diaconicon)이 그것인데, 디아코니콘이라는 이름은 이곳이 전례 도구들을 보관하는 직분인 부제(deacon)가 담당했기 때문에 붙여진 것이다.
내부에 있는 개선 아치의 안쪽 둘레는 예수 그리스도와 열두 사도, 성 제르바시오와 성 프로타시오를 묘사한 열다섯 개의 대형 모자이크 메달로 장식되어 있다.
525년 에클레시우스 주교 때에 하느님의 현현(顯現)을 묘사하는 작업이 시작되었다. 커다란 금색 띠에 칭칭 감긴 꽃들과 함께 새들과 무수한 뿔로 덮여있다. 아치 천장의 최고점에는 자줏빛 옷을 입은 예수 그리스도가 푸른 구체 위에 앉아서 오른손으로 비탈리스 성인에게 순교자의 관을 씌워주는 모습이 그려져 있다. 그림의 왼쪽에는 에클레시우스 주교가 산비탈레 성당의 모형을 그리스도에게 바치는 모습으로 묘사되어 있다.

### 유스티니아누스와 테오도라 패널화
측면 벽 후진의 아래쪽에는 548년에 제작한 두 개의 유명한 모자이크 패널화가 있다. 왼쪽에 그려진 모자이크는 궁정 관리와 막시미아누스 주교, 근위병, 부제 등을 거느린 유스티니아누스 1세 황제이다. 황제의 머리에 달린 금빛 후광은 그가 후진의 돔에 그려진 그리스도와 같은 면모를 보여준다. 유스티니아누스를 가운데에 놓고 그의 왼편에는 병사들이, 오른편에는 성직자들이 앉아 있다. 이는 유스티니아누스가 속계와 교계 모두의 지도자임을 강조한 것이다. 손에 성반을 든 유스티니아누스는 황제로서의 직무수행에 바빠서 3일간 면도를 하지 못한 것으로 보인다. 모자이크의 황금빛 배경 덕분에 유스티니아누스와 그의 측근들이 성당 안에 있으며 영적인 분위기를 발산하는 것처럼 보인다. 이 인물들은 V자형으로 배치되어 있다. 유스티니아누스는 자신의 중요성을 알리고자 맨 앞 가운데에 있으며, 왼쪽에는 막시밀리아누스 주교가 있고, 그 외 나머지 사람들은 그들 뒤에 있다. 이런 배치는 모자이크 안에 있는 사람들의 발이 포개진 것처럼 보이게 한다.
오른쪽에는 황금 후광이 있는 테오도라 황후가 시녀들을 거느린 채, 왕관과 보석을 몸에 두르고 엄숙하고 절제된 모습을 하고 있다. 테오도라는 마치 여신처럼 묘사되어 있다. 유스티니아누스의 모자이크에서는 인물들을 V자형으로 배치한 것과는 달리, 테오도라 황후의 모자이크에서는 왼쪽에서 오른쪽으로 이동하여 성당 안으로 들어가는 사람들을 보여주고 있다. 테오도라는 포도주를 들고 있다. 이 패널화는 세속적인 비잔티움 모자이크 예술에서 현존하는 거의 유일한 그림이며, 동로마 세계의 광명과 영화, 영광을 빛내주는 존재라고 할 수 있다.
산비탈레 성당은 콘스탄티노폴리스의 성 세르기오스와 성 바코스 성당에 영향을 주었으며, 이후에도 805년 샤를마뉴가 아헨 왕궁 경당을 건설할 때에는 이 성당을 모델로 삼았다. 또한, 몇 세기 뒤에 필리포 브루넬레스키가 피렌체 대성당의 돔을 설계할 때에도 영향을 주었다.

## 갤러리

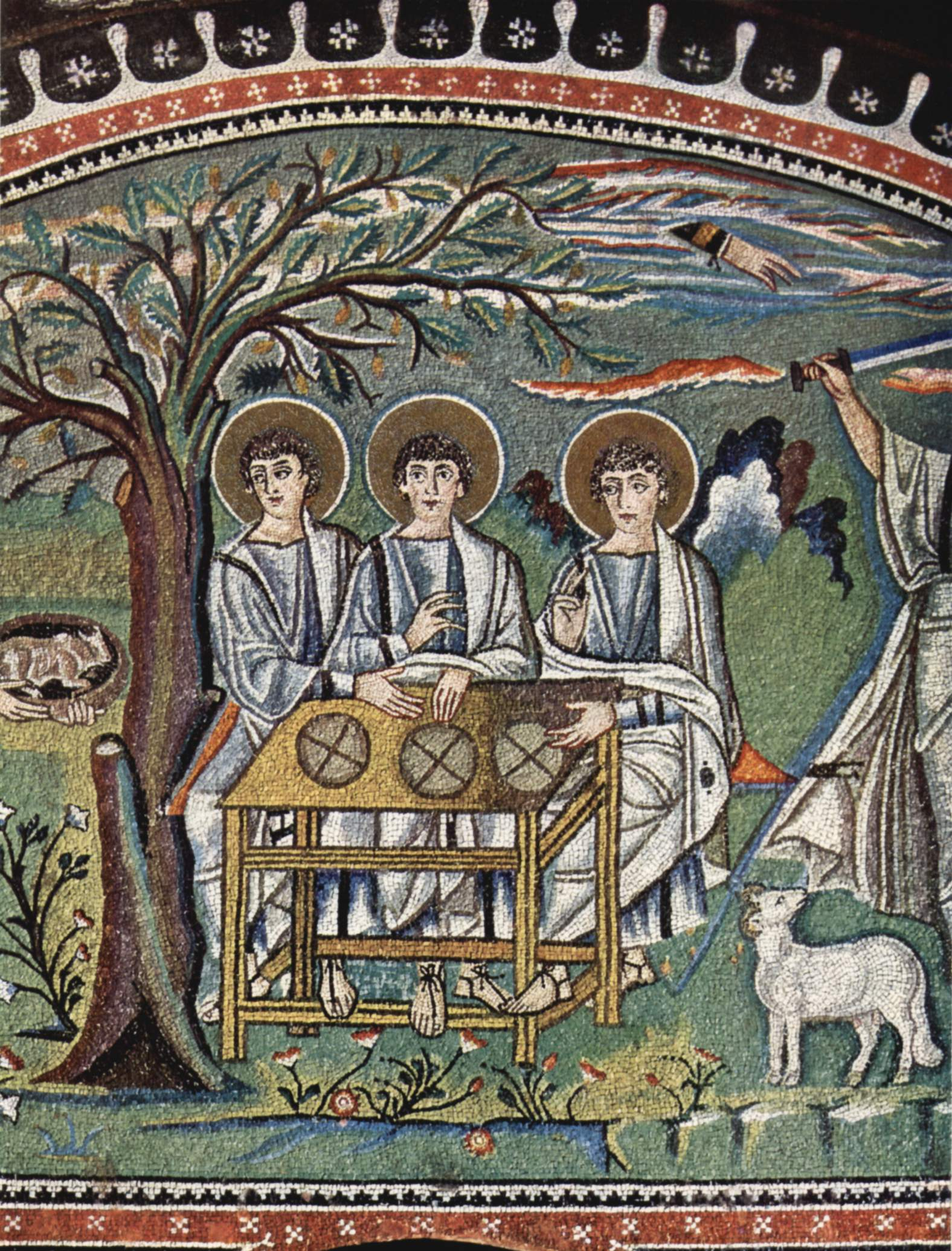
성가대석 모자이크
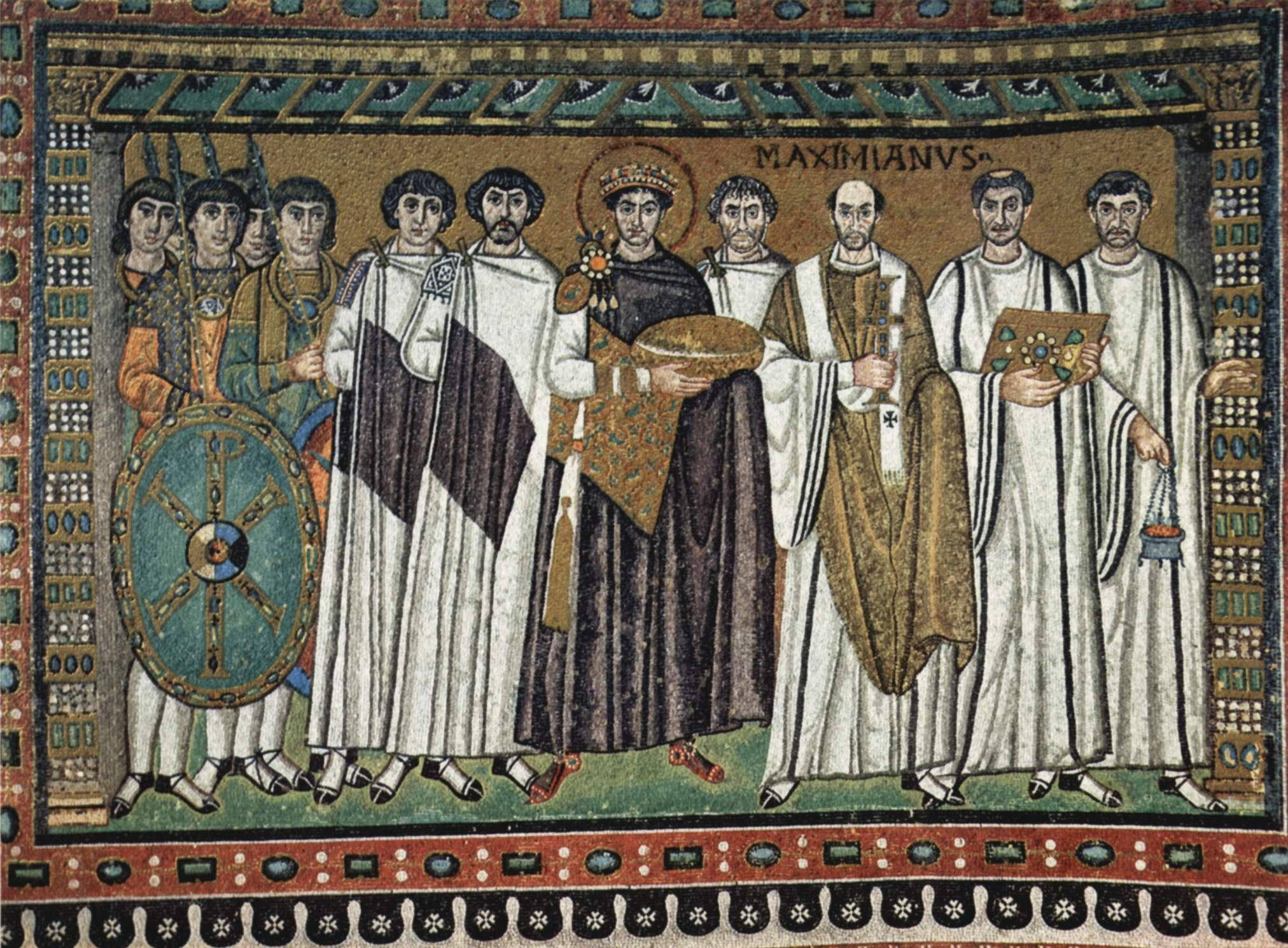
유스티니아누스 1세와 수행원들
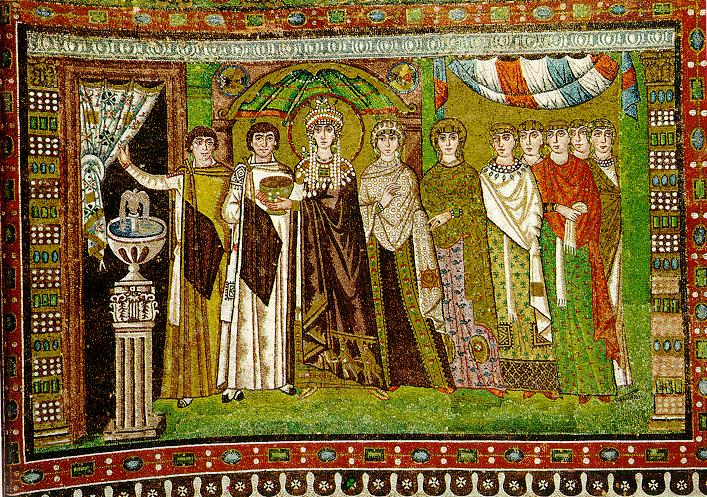
테오도라 황후와 수행원들
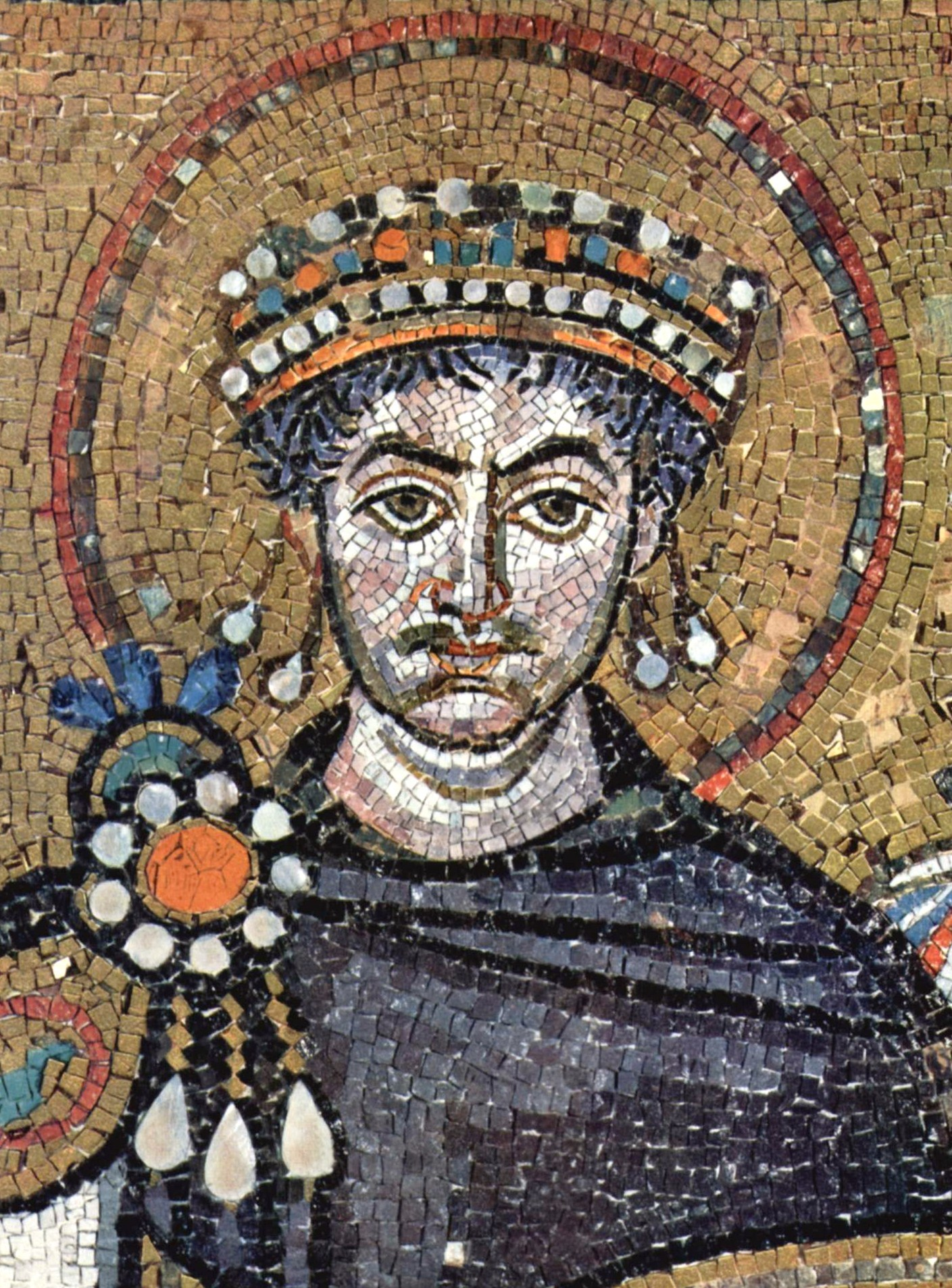
유스티니아누스 황제
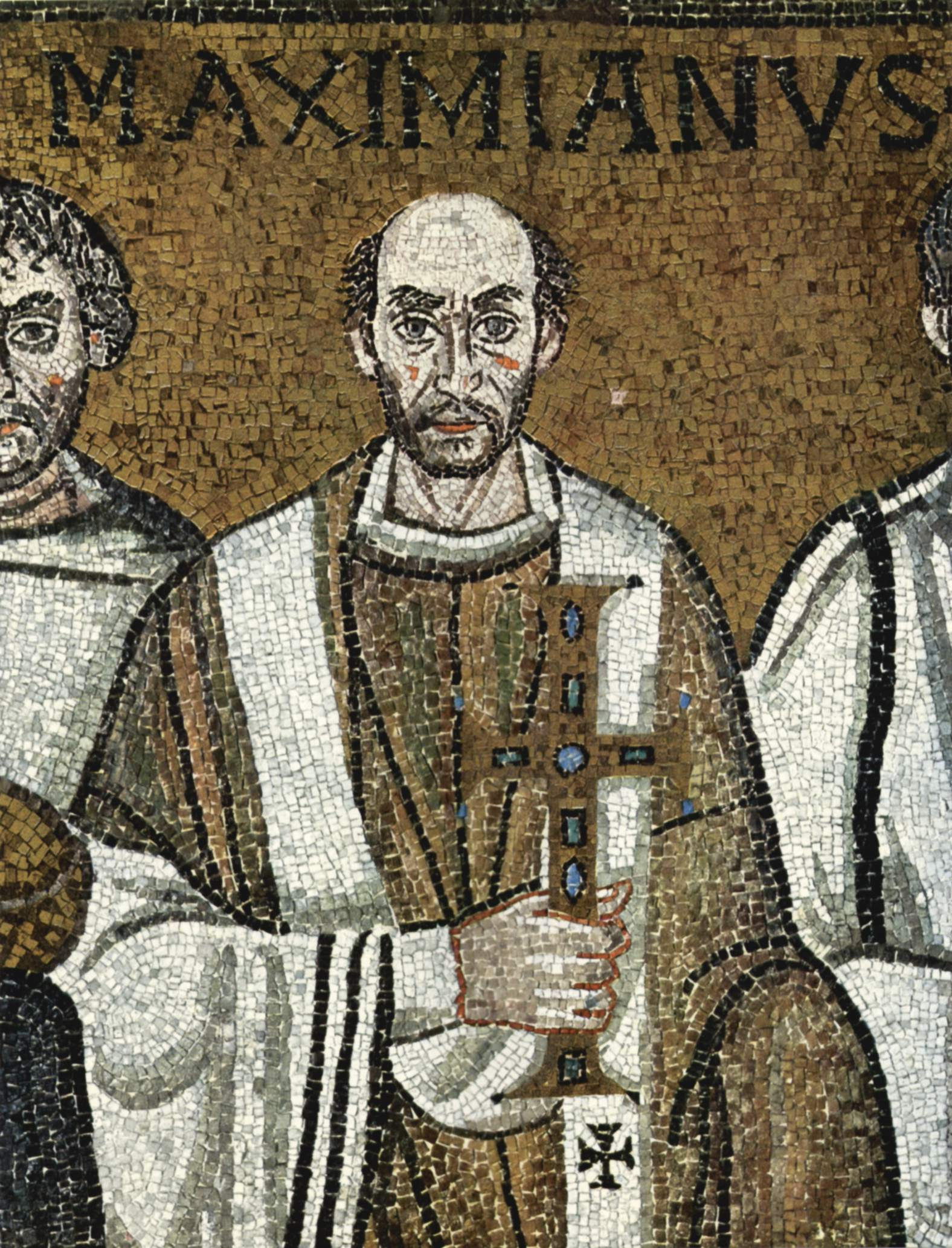
막시밀리아누스 주교
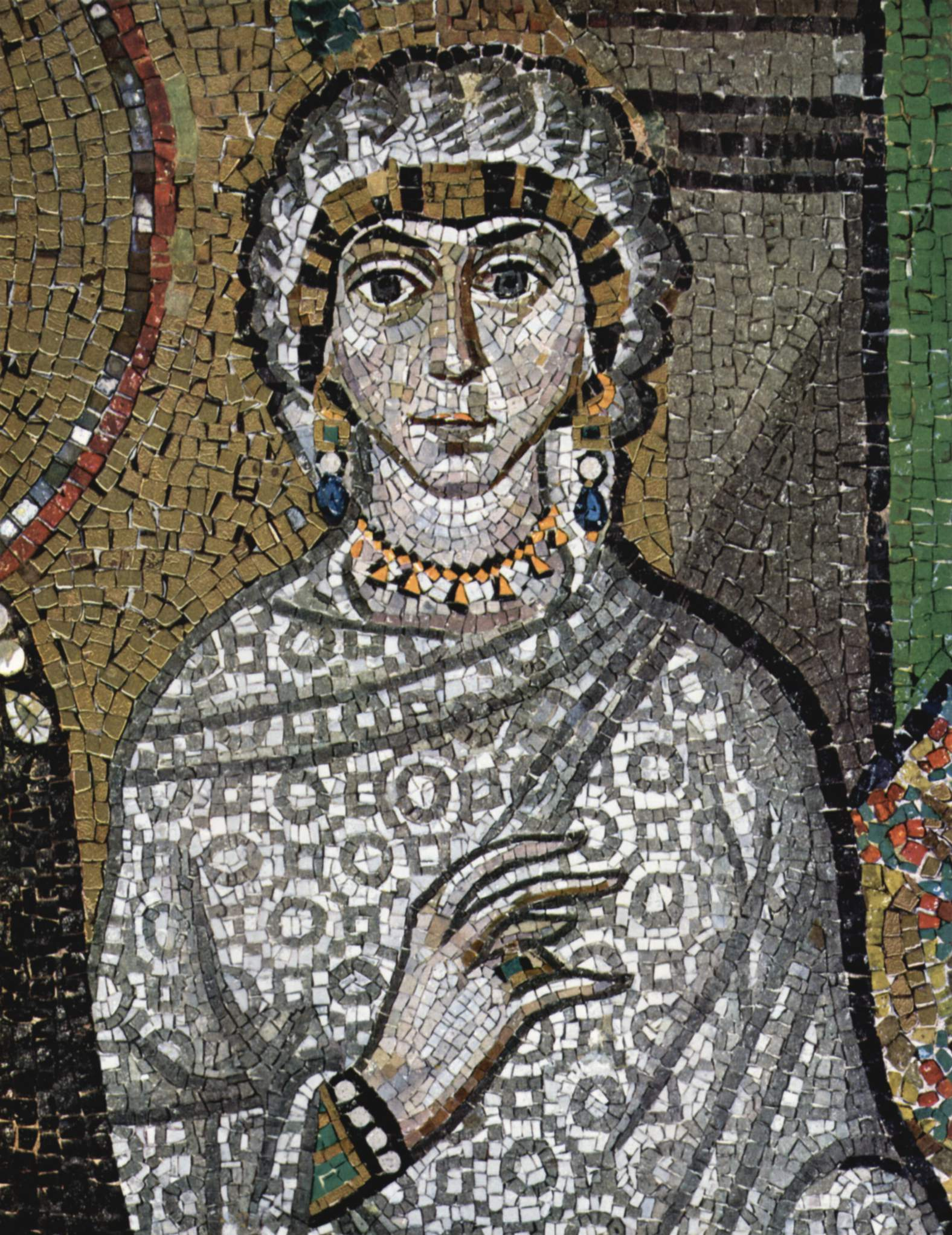
기다리는 귀부인
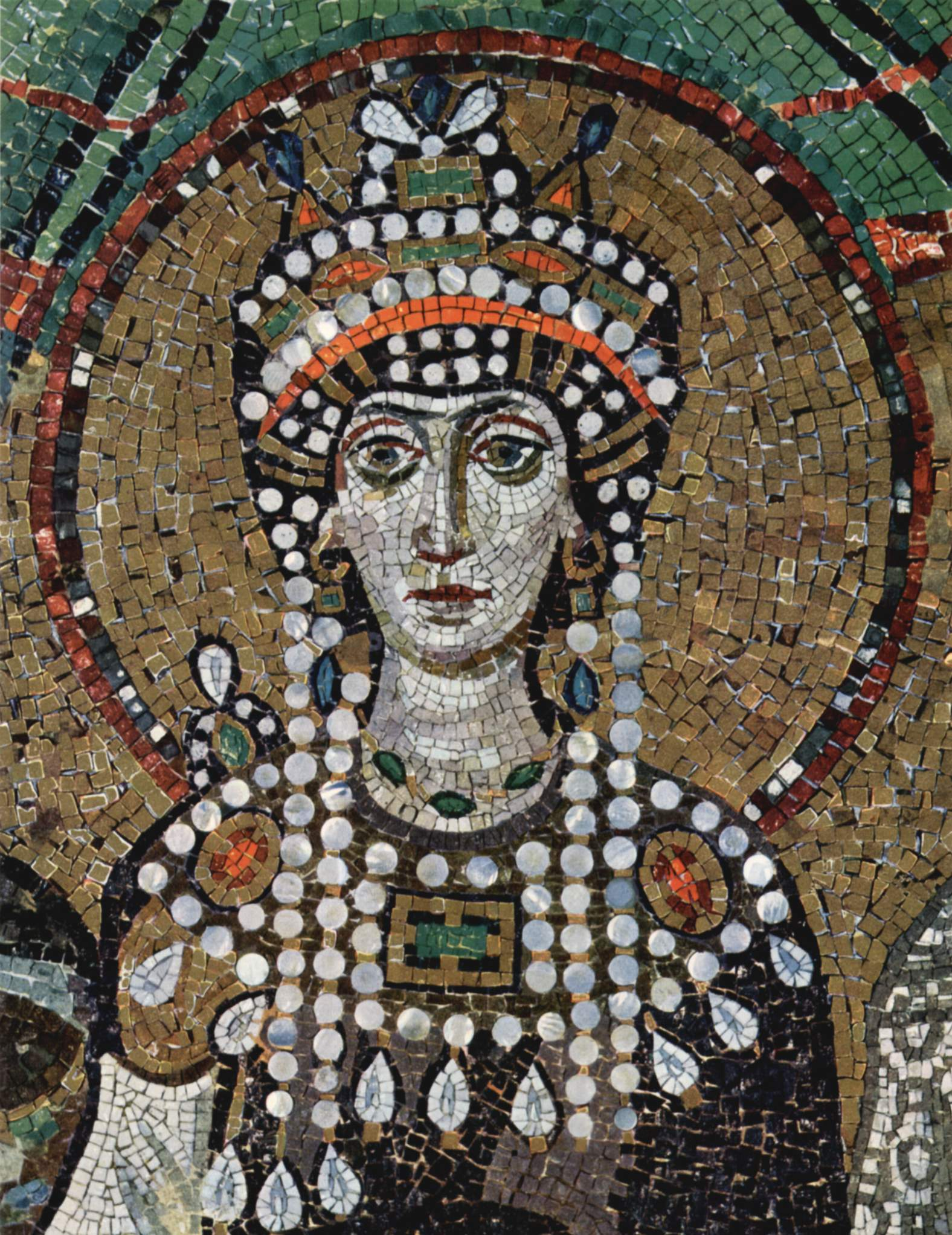
테오도라 황후
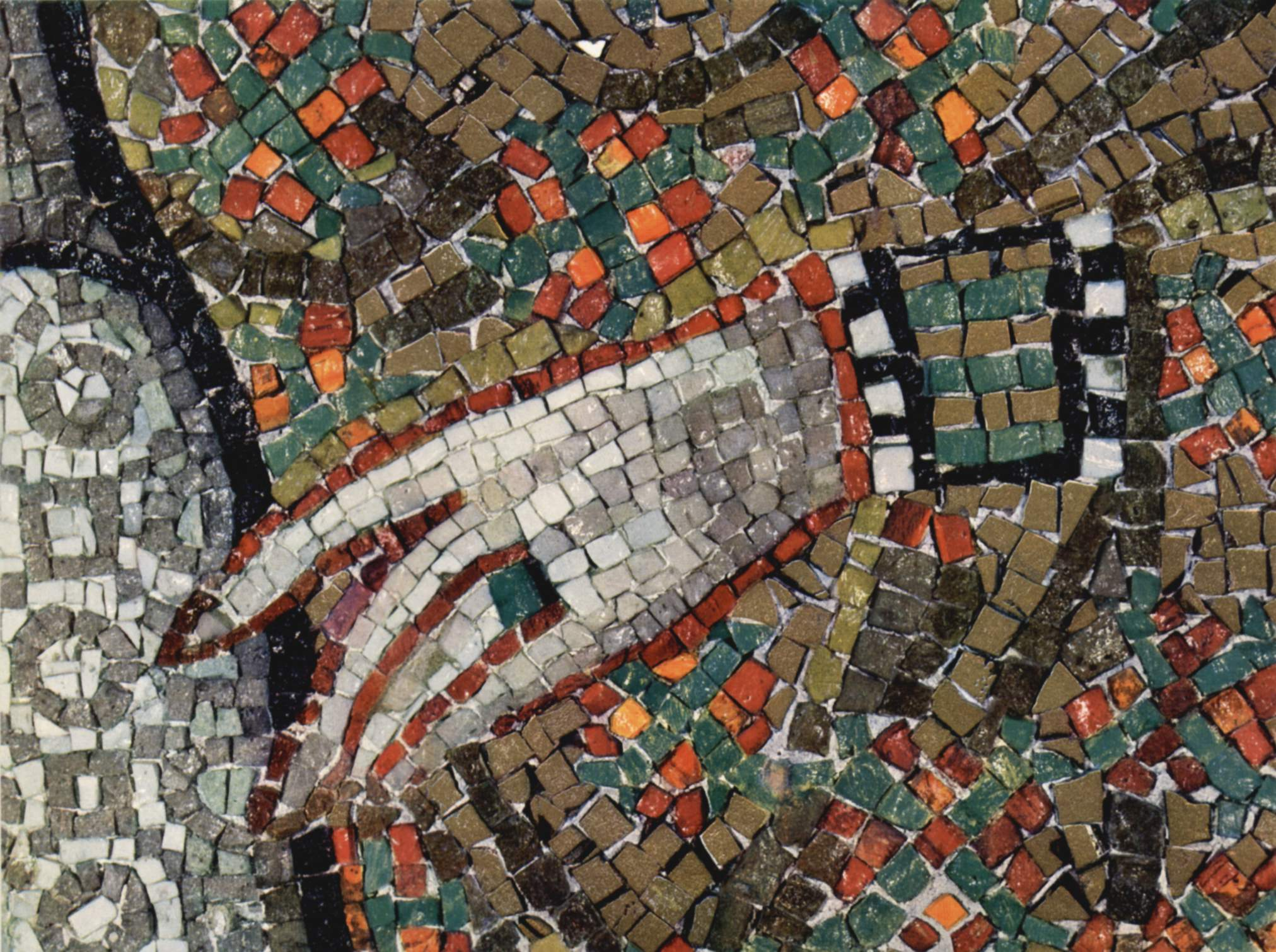
성가대석 모자이크